# Asakura Takakage
Asakura Takakage (朝倉 孝景?; 1493 – 1548) è stato un daimyō giapponese del periodo Sengoku, appartenente al clan Asakura.

## Biografia
Takakage succedette al padre Sadakage nel 1512 e fu un daimyô di talento, espandendo l'influenza degli Asakura mentre migliorava il crescente status culturale di Echizen. 
Si racconta che abbia formalmente promulgato il famoso Toshikage Jushichikajo (1480) - il codice di casa di Asakura Toshikage.
Inviò truppe per aiutare il clan Toki della provincia di Mino che si trovava in difficoltà, e nel 1518 e aiutò gli Azai di Ōmi nel loro tentativo di eliminare l'autorità del Kyogoku e di sostenerli contro il clan Rokkaku.
Gli succedette il figlio Asakura Yoshikage.